# Kensuke Tsukuda
Kensuke Tsukuda (佃 賢典 Tsukuda Kensuke?), född 28 juni 1977 i Shizuoka prefektur, är en japansk före detta fotbollsspelare.
Tsukuda började sin karriär 1996 i Júbilo Iwata. Med Júbilo Iwata vann han japanska ligan 1997 och japanska ligacupen 1998. Han avslutade karriären 1998.